# Ahn Hyun-suk
Ahn Hyun-suk (kor. 안현석; * 26. Oktober 1984) ist ein südkoreanischer Badmintonspieler. 

## Karriere
Ahn Hyun-suk wurde bei den US Open 2003 Zweiter im Herreneinzel hinter Chien Yu-hsiu. Ein Jahr später siegte er in der gleichen Disziplin bei den Vietnam International. 2007 nahm er an der Badminton-Asienmeisterschaft teil, schied dort jedoch in der ersten Runde aus. 2008 siegte er bei den Singapur International.